# Aeroportul Internațional Memphis
Aeroportul Internațional Memphis (IATA: MEM, ICAO: KMEM, FAA LID: MEM) este un aeroport din Memphis, Tennessee, Comitatul Shelby, Tennessee, Statele Unite ale Americii ce deservește zona Memphis. Aeroportul a fost tranzitat în 2023 de 4.796.717 pasageri. A fost deschis în 15 iunie 1929 și numit după zona deservită.
Situat la o altitudine de 104 m, aeroportul dispune de 4 piste.

## Infrastructură

### Piste
Aeroportul dispune de 4 piste: 
- pista 09/27 din beton, cu dimensiunile 8.946 picioare × 150 picioare
- pista 18C/36C din beton, cu dimensiunile 11.120 picioare × 150 picioare
- pista 18L/36R din beton, cu dimensiunile 9.000 picioare × 150 picioare
- pista 18R/36L din asfalt, cu dimensiunile 9.320 picioare × 150 picioare